# جو قول
جو قول (به لاتین: Jow Qowl) یک منطقهٔ مسکونی در افغانستان است که در ولایت بامیان واقع شده‌است.